# Stellaria antoniana
Stellaria antoniana là loài thực vật có hoa thuộc họ Cẩm chướng. Loài này được Volponi miêu tả khoa học đầu tiên năm 1986.